# Наутилоидеи
Наутилоиде́и (лат. Nautiloidea) — подкласс головоногих моллюсков. Имеют наружную раковину, подразделённую на камеры (многие — спиральную). Ископаемые представители известны с палеозоя. Хотя наутилоидеи состоят в родстве с аммонитами и внешне схожи с ними, периоды их расцвета не совпадали.

## Строение и образ жизни
Раковины наутилоидей разделены перегородками на камеры, через которые проходит специальная трубка — сифон. Через сифон камеры могут быстро наполняться газом или водой, обеспечивая всплытие или погружение моллюска.
Основные отличия раковин наутилоидей от раковин аммонитов — простая форма перегородок (не образуют сложных изгибов в месте крепления к стенкам раковины) и расположение сифона недалеко от центра перегородок.
Наутилоидеи — хищники, в толще воды они захватывают щупальцами мелких беспозвоночных, нападая иногда на червей, других моллюсков и мелкую рыбу, могут есть и падаль. Раковины современных наутилусов очень красивы, иногда их используют при создании украшений.
Черты примитивного строения наутилоидей:
- Наличие наружной многокамерной раковины.
- Многочисленные щупальца без присосок.
- Несросшаяся воронка.
- Проявление метамерии (четыре ктенидия, четыре почки, четыре предсердия).

## Распространение
Современные наутилусы (роды Nautilus и Allonautilus) обитают в Тихом и Индийском океанах, их всего несколько видов. Местами они довольно многочисленны, но распространены не очень широко. Они живут в толще воды на глубинах 100—600 метров, совершают суточные миграции вверх-вниз, а иногда пускаются в довольно продолжительные путешествия вдоль рифов.

## Классификация

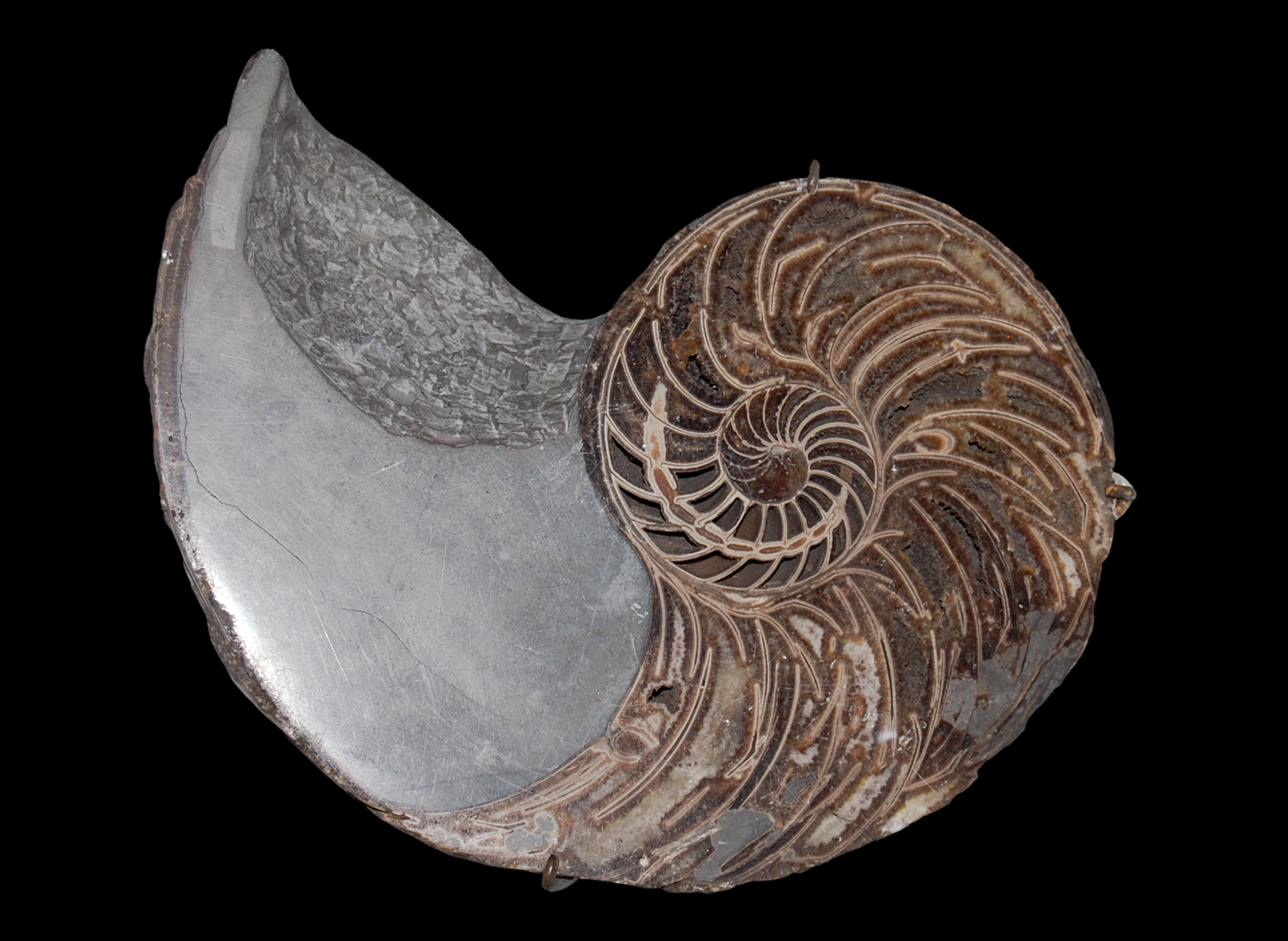
Срез раковины Cenoceras (триас — юра) — вероятного предка всех мезозойских и кайнозойских наутилид

Наутилоидей описал Луи Агассис в 1848 году в ранге подотряда. Современная их классификация берёт начало от работы Р. Флауэра и Б. Каммела (1950), рассматривавших их как класс с 14 отрядами. Эта система в разных вариантах была принята большинством исследователей (хотя ранг группы обычно понижали до подкласса или надотряда) и легла в основу систем, принятых в «Основах палеонтологии» (1962) и Treatise on Invertebrate Paleontology (1964). Границы этой группы (как и отряда Nautilida, включающего современных её представителей) были довольно размыты: у разных авторов она имела разный состав.
Впоследствии некоторые авторы стали делить животных, прежде относимых к наутилоидеям, на два или больше подклассов. Так, в 2006 году А. А. Шевырёв разделил «наутилоидных цефалопод» на 5 подклассов (Actinoceratoidea, Ellesmeroceratoidea, Endoceratoidea, Nautiloidea и Orthoceratoidea), объединявших 17 отрядов. Подкласс Nautiloidea в новом объёме включал отряды Basslerocerida, Discosorida, Lituitida, Nautilida, Oncocerida и Tarphycerida. В 2019 году Э. Кинг и Д. Эванс разделили наутилоидных цефалопод, рассматривая их как неформальную группу, на подклассы Multiceratia, Nautilia, Orthoceratia, Plectronoceratia и Tarphyceratia (отказавшись от окончания -oidea, так как в МКЗН оно зарезервировано для надсемейств). Эти авторы включают в состав Nautilia один отряд Nautilida (наутилиды) с 24 семействами, известный с раннего девона (возможно, даже позднего силура) по современность.